# حوار المساواة

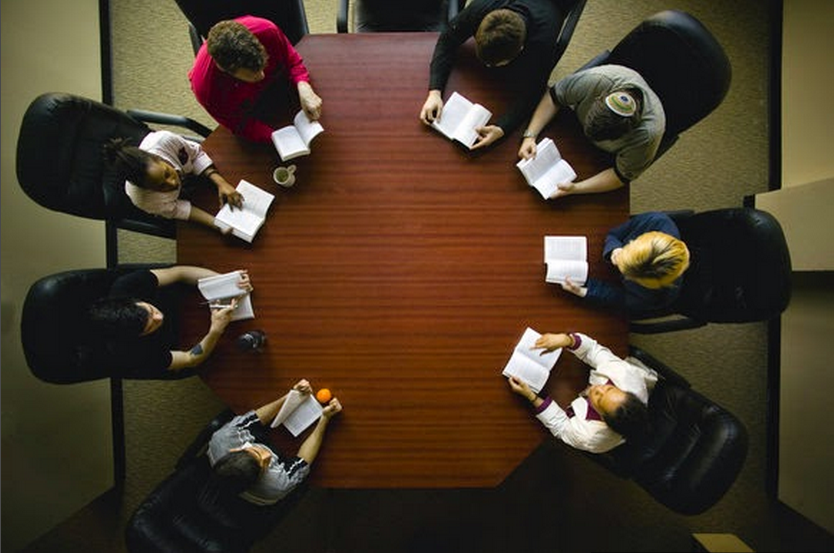

حوار المساواة، (بالإنجليزية: Egalitarian dialogue)‏، هو حوار يتم فيه النظر في المساهمات، وفقا للحجة المنطقية، وصحة المنطق، وليس بناء على وظيفة أو سلطة من يقومون بها. على الرغم من استخدامها على نطاق واسع، في العلوم الاجتماعية، يجدر الإشارة، إلى فلسفة باختين للحوار، تم تطبيقه بشكل منهجي، لأول مرة على تعليم الحوار، من قبل رامون فليشا، في كتابه «مشاركة الكلمات» في عام 2000. نظرية وممارسة تعلم الحوار.
حوار المساواة، هو أحد المبادئ السبعة، للتعلم الحواري (Flecha ، 2000). المبادئ الأخرى، هي الذكاء الثقافي، والمساواة في الاختلافات، وخلق المعنى، والبعد الفعال، والتضامن، والتحول. يرتبط مبدأ حوار المساواة، ارتباطا وثيقا بالمبادئ الأخرى للتعلم، من خلال الحوار. من خلال التعرف على الذكاء الثقافي لجميع الناس، واحترام الاختلافات من منظور المساواتية، يشجع الحوار القائم على المساواة، الأفراد على خلق معنى، وتنمية التضامن، بين مختلف الناس، وخلق أبعاد جديدة مفيدة. هذا الترابط بين مبادئ تعلم الحوار، يدعم التحول الاجتماعي المستمر.

## المساواة في الاختلافات
إن إدراك، واحترام أنواع مختلفة من المعرفة، يثير الوعي، بأن كل شخص لديه ما يشاركه، شيء مختلف، ولكن ليس أقل أهمية. لذلك، كلما زاد تنوع الأصوات المشاركة، في حوار أوسع للمساواة، زادت المعرفة، التي يمكن دمجها في الحوار. وبهذا المعنى، فإن التعلم عن طريق الحوار، موجه نحو المساواة في الاختلافات، مع الإشارة إلى أن المساواة الحقيقية، تشمل الحق في العيش بطريقة مختلفة، (Flecha ، 2000). هذا المنظور، الذي يسميه باولو فريري (1997) الوحدة في التنوع، لا يدافع أبدًا عن التنوع، أو الاختلاف، دون اقتراح المساواة والإنصاف، في وقت واحد، تجاه مختلف الأفراد، والجماعات.
كما أن الفروق، متساوية في مجتمعات التعلم (Valls ، 2000 ؛ Elboj et al. 2001). مجتمعات التعلم، هي مدارس في إسبانيا، والبرازيل، وشيلي، خضعت لعملية تحول اجتماعي وتعليمي، تستند إلى التعلم التفاعلي. في مجتمعات التعلم، يتم تقديم مبدأ المساواة في الاختلافات، من بين ممارسات أخرى، في مجموعات تفاعلية (Aubert et al.2004)، حيث يقوم الطلاب، والبالغون، الذين لديهم مستويات مختلفة من التعليم، ومن خلفيات مختلفة، بالتعلم من بعضهم البعض. تخلق هذه التفاعلات منطقة تطوير قريبة، وهذا يدل على أن صنع المعنى، والتعلم، لا يعتمدان فقط على تدخل المهنيين، ولكن على كل المعرفة، التي يجلبها أي شخص مرتبط بالطلاب.

## إيجاد معنى
شدد هابرماس (2004 أ – 2004) على الحاجة إلى تحرير أصل الحياة من السيطرة الممنهجة بواسطة الإعلام الموجه للسلطة والقانون والبيروقراطية. التحرير الممنهج هو إحدى طرق تغيير مفهوم الديمقراطية في الأماكن والمؤسسات العامة وسبيل تحقيق معنى التحرير. يشير مفهوم «تحرير الحياة» لهابرماس إلى الأحداث اليومية حيث يتقارب الناس ببعضهم البعض وينشئون معنى وأسس لتنظيم أنفسهم وفقاً لهابرماس، وأيضاً من خلال منظور تعلم الحوار، فإن الموضوعات تُنشئ المعنى من خلال الأنا المتبادل أو التفاعلات بين موضوعات الحوار العادل.
بإمكان أي شخص الانضمام إلى حوار إنشاء المعنى ذا الصلة لأن البشر لديهم فضول معرفي، والذي بدوره حين يُعبر عنه في حوار عادل عبر النقد يقودنا إلى ما وصفه فرير (2001) بيروقراطية العقل، وهي طاقة غير مرئية للتنفير من الطابع المحلي. يمكن النظر إلى عملية القضاء على البيروقراطية في تجمعات الموسيقى الحوارية (كونفابيا 2005)، حيث يمكن للناس تطوير فضولهم المعرفي بالاستماع إلى الموسيقى الكلاسيكية، ثم الانضمام إلى حوار بخصوص الأدوات المستخدمة والموسيقار وعن حياته ووظيفته في سياق تاريخ، نوع الموسيقى الُمستمع إليها وعلاقتها بالأطروحات الثقافية لكل مشارك بالتجمع الموسيقي الخ. في تلك العملية يُنشئ المعنى ويتم تحريره لأن الموسيقى تتخطى النظام وتعود إلى أصل حياة الناس كاسرة بذلك حواجز التمييز الثقافي.

## البعد الأساسي
يجب عدم الخلط بين البعد الأساسي للتعلم كمبدأ للتعلم الحواري والوسيلة أو الاحتكار التكنوقراطي للتعلم. في التعلم الحواري _كما جاء بهابرماس (1984) لا يوجد تعارض بين التواصل العقلاني والذرائعي ولكن يصير التعلم الأساسي  أكثر قوة وعمقاُ عندما يتم وضعها في إطار حواري متكافئ. إن المقدرة على اختيار ومعالجة المعلومات هو الأداة المعرفية للتمكين الأمثل للأفراد للعمل بثقة في المجتمع الحاضر. يشجع الحوار والتفكير في تطوير هذه المقدرة. لا تتيح لنا العلاقات مع الغير معلومات عديدة فحسب بل أيضاً اختيارها ومعالجتها (فليشا 2000، ب.16). بالإضافة إلى ذلك «عندما يكون الحوار عادل، فإنها تشجع التفكير القوي لأن الناس يحتاجون إلى فهم بعضهم والتعبير عن ذاتهم» (فليشا 2000، ب.16). في هذا السياق وفي حوار عادل تتفق الخطوات والنهايات في الحوار لغرض الفهم وعدم ترك الأفراد المتفاعلين يخفون أنفسهم وراء وسائل تطمس المصالح الاقصائية.
في التعليم بدون حوار يصير كل شئ هدفاً لإدعاءات القوة، حتى طرق وأدوات التعلم، وبالتبعية بيروقراطية تلك الأشياء يعد حتمياً. لهذا السبب فإن البعد الأساسي للتعلم الحواري لم يكن أساسي بصورة خالصة؛ إنه أيضاً أخلاقي وجدير بالاحترام ويتصف بطابع التضامن الذي يسهم في التخلص من ركائز التعليم الحالي.

## التضامن
يغذي التضامن الحوار ولكن في ذات الوقت الحوار العادل كتواصل مهم يجب أن يتضمن أحد صور التضامن (فرير 1970)، لذلك فإن الممارسات التعليمية المتساوية لا بد أن تُدمج في مفاهيم التضامن (فليشا 2000، ب.20).
في مجتمعات التعلم يمكن التدليل على حث التعلم الحواري على التضامن كعجلة تحرك هذا المنظور في التعليم. على سبيل المثال في مدرسة لافريندا-سانت مارتي للبالغين (سانشيز 1999، فليشا 2000) كل الأنشطة متاحة لكل من المجتمع والمدينة بالإضافة إلى الاندماج العميق لها في المناطق المجاورة. نتيجة لمناقشة كتب تتعلق بالأدب الكلاسيكي وسط تعلم حواري، نجد أن تجمعات الأدب الحواري تسهم في تحسين حياة المشاركين في التجمع بالإضافة إلى غيرهم من الناس بالمدرسة والمناطق المجاورة، وذلك حين يقوم على سبيل المثال بعض المشاركين في التجمع بالانضمام إلى لجان مختلفة للمدرسة والتي تنظم فعاليات تتعلق بالتحول الاجتماعي في المناطق المجاورة والمدينة وغيرهم.
في هذا الصدد لا يتم إدراك التضامن كسلوك لتحديد واستنكار المشاكل فحسب بل أيضاً كوسيلة لحلهم، إن التضامن لا يقتصر فقط على استنكار عملية الإهانة ولكن أيضا الإعلان عن حلم المجتمع الجديد (فرير 2001). في هذا الصدد يتعدى التضامن الاتجاهات المتمردة التي لا تطرح أي بديل بل تنتهي إلى وضع حواري ومهم بشكل جذري واسع والذي يفرض تحول الذات والمؤسسات والعالم.